# Jonathan S. Willis

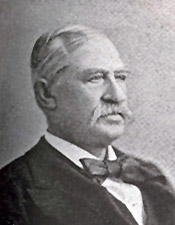
Jonathan S. Willis

Jonathan Spencer Willis (* 5. April 1830 in Oxford, Talbot County, Maryland; † 24. November 1903 in Milford, Delaware) war ein US-amerikanischer Politiker. Zwischen 1895 und 1897 vertrat er den Bundesstaat Delaware im US-Repräsentantenhaus.

## Werdegang
Jonathan Willis besuchte die öffentlichen Schulen in seinem Heimatbezirk und genoss zeitweise auch eine private Ausbildung. Nach seiner Schulzeit arbeitete er sieben Jahre lang als Lehrer, ehe er Geistlicher der Methodist Episcopal Church wurde. In dieser Eigenschaft war er bis 1884 in den Staaten Maryland und Delaware, aber auch in Philadelphia, New York City und Stamford (Connecticut) tätig.
Nachdem er das Amt des Geistlichen im Jahr 1884 aufgegeben hatte, bewirtschaftete Willis eine Farm in der Nähe von Milford, wo er sich auch mit dem Obstanbau befasste. Politisch war er Mitglied der Republikanischen Partei. Bei den Kongresswahlen des Jahres 1892 unterlag er mit 49 % zu 51 % der Wählerstimmen dem Demokraten John W. Causey. Zwei Jahre später setzte er sich mit 51 % der Stimmen gegen Samuel Bancroft durch. Damit konnte er am 4. März 1895 als Abgeordneter in den US-Kongress einziehen. Da Willis bei den nächsten Wahlen dem Demokraten L. Irving Handy deutlich mit 32 % gegen 44 % der Stimmen unterlag, absolvierte er bis zum 3. März 1897 nur eine Legislaturperiode im Kongress.
Nach dem Ende seiner Zeit im Repräsentantenhaus zog sich Jonathan Willis aus der Politik zurück. Er widmete sich wieder seiner landwirtschaftlichen Tätigkeit und starb im November 1903 in Milford. Er war mit Edith Willis (1855–1914) verheiratet. 